# Michael Rohde
Michael Rohde (Copenaghen, 3 marzo 1884 – Copenaghen, 5 febbraio 1979) è stato un calciatore danese, di ruolo attaccante.

## Carriera
Prese parte alle Olimpiadi del 1920 con la Nazionale danese.

## Palmarès

### Giocatore

#### Competizioni nazionali
- Campionato danese: 4

B 93: 1915-1916, 1926-1927, 1928-1929, 1929-1930